# Yu Gil-jun

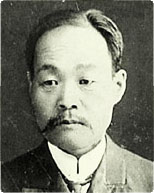
Yu Gil-jun

Yu Gil-jun (Coreano:유길준 兪吉濬, 7 de enero de 1856 - 5 de enero de 1914) fue activista independentista y político, activista de reforma, Pensador nacionalista y pensador ilustrado de Corea del Sur. Su sobrenombre era Gudang, Chonmin.